# Castelul Lónyai
Castelul Lónyai este un ansamblu de monumente istorice aflat pe teritoriul satului Medieșu Aurit; comuna Medieșu Aurit. În Repertoriul Arheologic Național, monumentul apare cu codul 138093.05.01.
Pe frontonul de la intrare este dăltuit următorul text în limba latină: Anno Domnini MDCXXX Magnificus Sigismund de Lonia comes comitatus crasnensis a fvndamentis extrvxit care s-ar traduce prin „Ridicat din temelii în anul Domnului 1630 de Sigismund de Lonya, comitele comitatului Crasnei”.

## Galerie

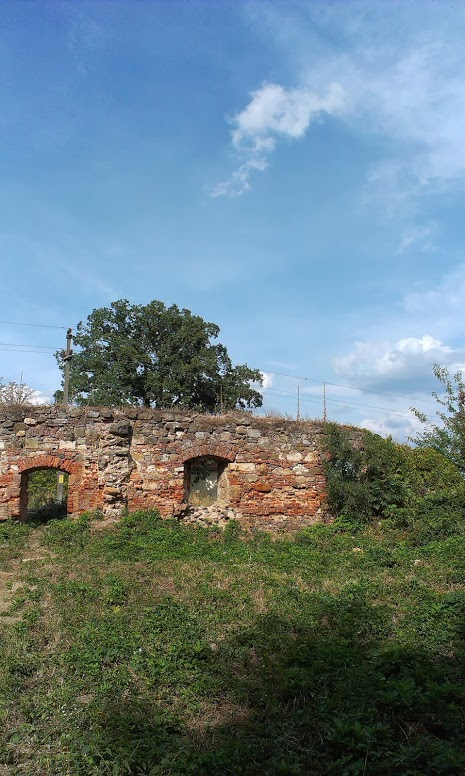
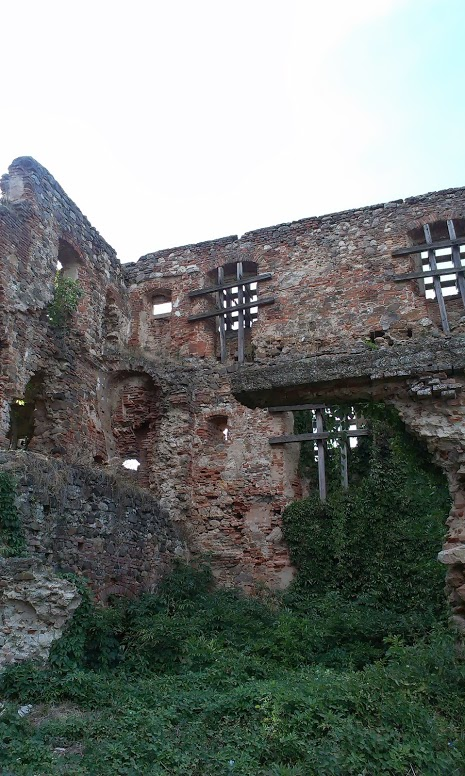
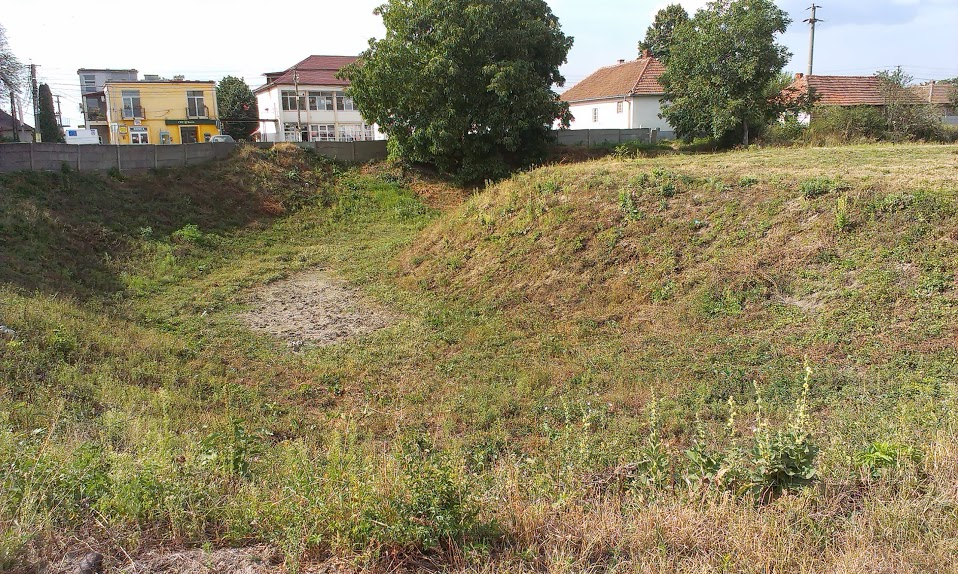
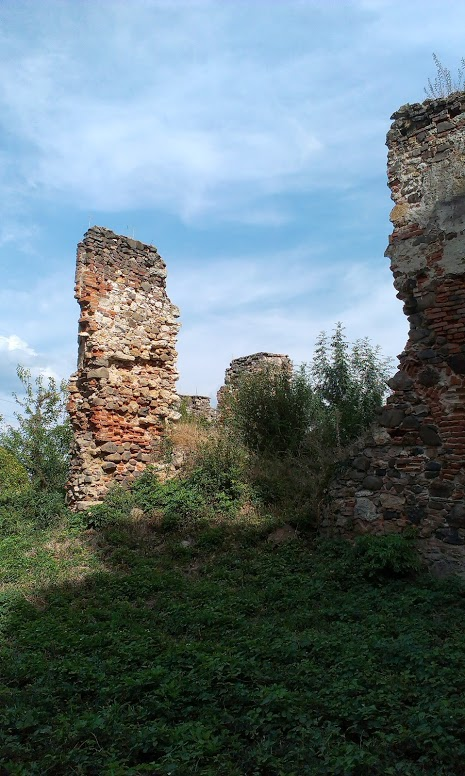